# Sketch (software)
Sketch è un editor di grafica vettoriale per macOS sviluppato dalla società olandese Sketch BV (precedentemente chiamata Bohemian Coding). È stato reso disponibile per la prima volta il 7 settembre 2010 e ha vinto un Apple Design Award nel 2012.
Viene utilizzato principalmente per progettare l'interfaccia e l'esperienza utente di siti Web e app mobili e non include funzionalità di progettazione di stampa. Sketch ha recentemente aggiunto funzionalità per la prototipazione e la condivisione di progetti. L'applicazione è disponibile solo per macOS ma è possibile visualizzare i progetti di Sketch su altre piattaforme, grazie a software di terze parti e strumenti di conversione.

## Dettagli del programma
Sketch viene utilizzato principalmente per la progettazione del UI e UX di applicazioni mobili e web. I file progettati in Sketch vengono salvati con la propria estensione .sketch, sebbene questi possano essere compatibili con Adobe Illustrator, Adobe Photoshop e altri programmi. I progetti possono anche essere esportati nei più semplici formati PNG, JPG, SVG, PDF, TIFF, WebP, ecc. I progetti grafici creati in Sketch vengono utilizzati dai tecnici informatici e dagli sviluppatori come linea guida per convertirli in veri e propri siti Web o applicazioni mobili.
Sebbene Sketch fosse precedentemente venduto tramite App Store, gli sviluppatori hanno ritirato l'app dallo store nel dicembre 2015 e hanno cominciato a venderla tramite il proprio sito web. Le ragioni che hanno portato a questa decisione sembrano essere le rigide linee guida tecniche di Apple, il lento processo di revisione e l'impossibilità di richiedere un compenso per l'uscita degli aggiornamenti. L'8 giugno 2016, hanno annunciato sul loro blog che avrebbero cambiato il servizio di concessione della licenza per Sketch. Al momento l'acquisto della licenza consente all'utente di ricevere aggiornamenti per 1 anno, dopodiché può continuare a utilizzare l'ultima versione pubblicata prima della scadenza oppure rinnovare l'abbonamento annuale.

## Concorrenti
- Figma
- Adobe XD
- InVision Studio
- Mockplus
- Framer
- Lunacy
- Gravit